# Nordwestmecklenburg (district)
Districtul Nordwestmecklenburg este un Kreis în landul Mecklenburg-Pomerania Inferioară, Germania.
1. 1 2  GeoNames